# مایلز براون
مایلز براون (انگلیسی: Myles Brown؛ زادهٔ ۲۱ مه ۱۹۹۲) ورزشکار ورزش شنا اهل آفریقای جنوبی است.